# كريستوفر شيرر
كريستوفر شيرر (بالإنجليزية: Christopher Shearer)‏ هو رسام أمريكي، ولد في 18 مايو 1846 في ريدينغ في الولايات المتحدة، وتوفي بنفس المكان في 1926.